# Эррера, Янхель
Я́нхель Клеме́нте Эрре́ра Раве́ло (исп. Yangel Clemente Herrera Ravelo; род. 7 января 1998, Ла-Гуайра, Венесуэла) — венесуэльский футболист, полузащитник испанского клуба «Жирона» и сборной Венесуэлы.

## Клубная карьера

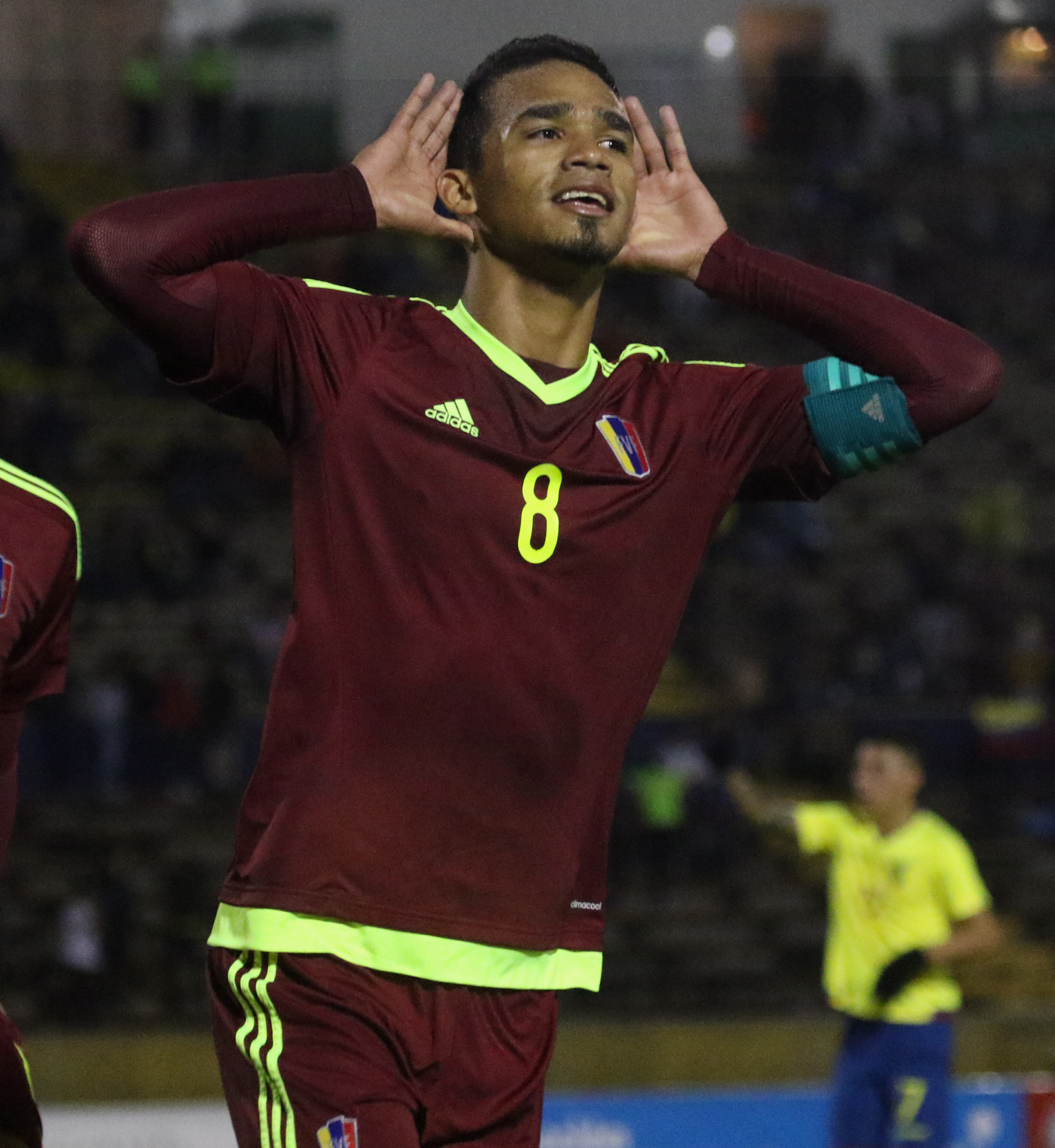
Эррера в составе молодёжной сборной Венесуэлы

Эррера начал карьеру в клубе «Атлетико Венесуэла». 31 января 2016 года в матче против «Эстудиантес де Мерида» он дебютировал в венесуэльской Примере. 5 марта в поединке против «Арагуа» Янхель забил свой первый гол за «Эстудиантес де Мерида».
В начале 2017 года Эррера перешёл в английский «Манчестер Сити», откуда почти сразу же отправился в аренду в американский «Нью-Йорк Сити». 12 марта в матче против «Ди Си Юнайтед» он дебютировал в MLS, заменив во втором тайме Андреа Пирло. 29 апреля в поединке против «Коламбус Крю» Янхель забил свой первый гол за «Нью-Йорк Сити». В MLS Эррера провёл два сезона, сыграл 38 матчей, забил один гол.
16 января 2019 года Эррера был отдан в аренду до конца сезона 2018/19 испанскому клубу «Уэска». 19 января в матче против «Атлетико Мадрид» он дебютировал в Ла Лиге.
26 июля 2019 года Эррера был отдан в аренду испанской «Гранаде» на один сезон. 30 августа 2020 года аренда Эрреры в «Гранаду» была продлена на ещё на один сезон с возможностью последующего выкупа.

## Карьера в сборной
В 2015 году в составе юношеской сборной Венесуэлы Эррера принял участие юношеского чемпионата Южной Америки в Парагвае. На турнире он сыграл в матчах против команд Парагвая, Перу, Бразилии и Колумбии.
В 2016 году Эррера попал в заявку на участие в Кубке Америки в США. На турнире он был запасным и на поле так и не вышел.
12 октября того же года в отборочном матче чемпионата мира 2018 против сборной Бразилии Эррера дебютировал за сборную Венесуэлы.
В 2017 года Эррера принял участие в молодёжном чемпионате Южной Америки в Эквадоре. На турнире он сыграл в матче против команды Перу, Колумбии, Эквадора, Бразилии, Уругвая и Аргентины. В поединках против эквадорцев и перуанцев Янхель забил по голу.
В том же году Эррера завоевал серебряные медали молодёжного чемпионата мира в Южной Корее. На турнире он сыграл в матчах против команд Германии, Вануату, Мексики, Японии, США, Уругвая и Англии. В поединке против японцев Янхель забил гол.
11 октября 2017 года в отборочном матче чемпионата мира 2018 против сборной Парагвая Эррера забил свой первый гол за национальную команду.
В 2019 году Эррера принял участие в Кубке Америке в Бразилии. На турнире он сыграл в матчах против сборных Перу, Бразилии и Аргентины.
Эррера был включён в состав сборной на Кубок Америки 2021.

### Голы за сборную Венесуэлы
| # | Дата            | Место                                    | Противник | Счёт | Результат | Соревнование                       |
| - | --------------- | ---------------------------------------- | --------- | ---- | --------- | ---------------------------------- |
| 1 | 10 октября 2017 | Дефенсорес дель Чако, Асунсьон, Парагвай | Парагвай  | 0:1  | 0:1       | Чемпионат мира 2018 (квалификация) |
| 2 | 10 октября 2019 | Олимпийский, Каракас, Венесуэла          | Боливия   | 1:0  | 4:1       | Товарищеский матч                  |

## Достижения

### Командные
Сборная Венесуэлы
- Финалист молодёжного чемпионата мира: 2017
- Бронзовый призёр молодёжного чемпионата Южной Америки: 2017